# Club Náutico Córdoba
El Club Náutico Córdoba es un club náutico ubicado en Villa Carlos Paz, provincia de Córdoba (Argentina).

## Historia
Fue fundado el 12 de octubre de 1932 como club de remo en el Dique San Roque. En 1934 Doña Margarita Avanzatto, viuda de Carlos Nicandro Paz, hace donación de una parcela de terreno de la Estancia Santa Leocadia, en la pedanía San Roque (Departamento Punilla), y nueve años después, el club adquiere dos hectáreas más de terreno lindante al anterior a Miguel Muñoz, construyéndose la sede social del club posteriormente.

## Regatas
Ha organizado un campeonato del mundo femenino (2014) y cuatro campeonatos sudamericanos (1986, 1997, 2006 y 2011) de la clase Snipe.

## Deportistas
Mariano Reutemann ha participado en tres Juegos Olímpicos y ha sido medalla de plata en los Juegos Panamericanos de 2007 y 2011, y medalla de bronce en los Juegos Panamericanos de 2015 en windsurf, modalidad en la que también destaca Francesca Petrazzini. Luciano Pesci ganó el Campeonato de Argentina de la clase Snipe en 2018.